# Bunuri mobile din domeniul artă decorativă clasate în patrimoniul cultural național al României aflate în județul Ilfov
Acestă listă conține bunurile mobile din domeniul artă decorativă clasate în Patrimoniul cultural național al României aflate la momentul clasării în județul Ilfov.

## Fond
| Foto | Informații generale                 | Detalii tehnice | Descriere | Deținător                                      | Legături |
| ---- | ----------------------------------- | --- | --- | ---------------------------------------------- | -------- |
|      | Măsuță                              | Datare: Începutul secolului XX Dimensiuni: 51,5x51,5x71,5 | | Studioul Cinematografic BUCUREȘTI S.A., Buftea | Cimec    |
|      | Raclă                               | Datare: Sec. XIX Școală: Școala de Arte și Meseri Dimensiuni: 175x90x175 Material: lemn; sticlă; metal comun                                                                                   | Piesa este menționată în inventarul Palatului Cotroceni din 1930 și apare în fotografiile de epocă în camera de fumoar a palatului | Studioul Cinematografic BUCUREȘTI S.A., Buftea | Cimec    |
|      | Scaun                               | Datare: Începutul secolului XX Dimensiuni: 45x40x120 Material: lemn paltin; bumbac | | Studioul Cinematografic BUCUREȘTI S.A., Buftea | Cimec    |
|      | Canapea                             | Datare: Începutul secolului XX Dimensiuni: 120x48x120 cm. Material: lemn paltin; bumbac | | Studioul Cinematografic BUCUREȘTI S.A., Buftea | Cimec    |
|      | Draperia tronului din Palatul Regal | Datare: 1930-1937 Școală: Școală românească Dimensiuni: 310x270cm. Partea centrală. 392x222 părțile laterale Material: catifea de mătase                                                       | Sunt de fapt trei piese trecute cu numere de inventare separat. Sunt din catifea de mătase și are medalioane aplicate brofate cu fir metalic aurit. Piesele au fost transferate din Palatul Regal către Studioul Cinematografic București S.A. Buftea prin ordinul de transfer nr. 2974/1960 cu procesul verbal nr. 300/1960 (informații extrase din arhiva veche a Muzeului Național de Artă a României. Unde piesele figurează cu numerele de inventar de mai sus) | Studioul Cinematografic BUCUREȘTI S.A., Buftea | Cimec    |
|      | Draperia tronului din Palatul Regal | Datare: 1930-1937 Școală: Școală românească Dimensiuni: 310x270cm. Partea centrală. 392x222 părțile laterale Material: catifea de mătase                                                       | Sunt de fapt trei piese trecute cu numere de inventare separat. Sunt din catifea de mătase și are medalioane aplicate brofate cu fir metalic aurit. Piesele au fost transferate din Palatul Regal către Studioul Cinematografic București S.A. Buftea prin ordinul de transfer nr. 2974/1960 cu procesul verbal nr. 300/1960 (informații extrase din arhiva veche a Muzeului Național de Artă a României. Unde piesele figurează cu numerele de inventar de mai sus) | Studioul Cinematografic BUCUREȘTI S.A., Buftea | Cimec    |
|      | Scaun                               | Școală: Atelier european - Franța sau Belgia Dimensiuni: 43x42x111 Material: lemn de nuc | | Studioul Cinematografic BUCUREȘTI S.A., Buftea | Cimec    |
|      | Masă                                | Datare: Începutul secolului XX Școală: Atelier european - Franța sau Belgia Dimensiuni: 43x42x111 Material: lemn de nuc                                                                        | | Studioul Cinematografic BUCUREȘTI S.A., Buftea | Cimec    |
|      | Colțar                              | Datare: Începutul secolului XX Școală: Atelier european (Viena?) Dimensiuni: 167x52,5/87x52,5/220 cm. Material: lemn                                                                           | | Studioul Cinematografic BUCUREȘTI S.A., Buftea | Cimec    |
|      | Consolă                             | Datare: Începutul secolului XX Școală: Atelier european - Franța sau Belgia Dimensiuni: 154x46x141 cm. Material: lemn de nuc                                                                   | | Studioul Cinematografic BUCUREȘTI S.A., Buftea | Cimec    |
|      | Masă-pupitru                        | Datare: Sfârșitul secolului XIX Școală: Școala de Arte și Meserii Dimensiuni: H. 100 cm. Material: lemn de nuc; catifea; ipsos                                                                 | | Studioul Cinematografic BUCUREȘTI S.A., Buftea | Cimec    |
|      | Văl de tâmplă                       | Datare: Sfârșitul secolului XVII și începutul secolului XVIII Școală: Atelier din Țara Românească Dimensiuni: h = 142 cm. Material: fir de argint; argint aurit pe suport de catifea de mătase | | Studioul Cinematografic BUCUREȘTI S.A., Buftea | Cimec    |
|      | Candelabru                          | Datare: Prima jumătate a secolului XIX Dimensiuni: h = 80 cm. Diametru = 72 cm. Material: alamă patinată; bronz                                                                                | Candelabru cu 18 brațe. | Studioul Cinematografic BUCUREȘTI S.A., Buftea | Cimec    |
|      | Fotoliu                             | Datare: Începutul secolului XX Dimensiuni: 60x48x120 Material: lemn paltin; bumbac | | Studioul Cinematografic BUCUREȘTI S.A., Buftea | Cimec    |
|      | Draperia tronului din Palatul Regal | Datare: 1930-1937 Școală: Școală românească Dimensiuni: 310x270cm. Partea centrală. 392x222 părțile laterale Material: catifea de mătase                                                       | Sunt de fapt trei piese trecute cu numere de inventare separat. Sunt din catifea de mătase și are medalioane aplicate brofate cu fir metalic aurit. Piesele au fost transferate di Palatul Regal către Studioul Cinematografic București S.A. Buftea prin ordinul de transfer nr. 2974/1960 cu procesul verbal nr. 300/1960 (informații extrase din arhiva veche a Muzeului Național de Artă a României. Unde piesele figurează cu numerele de inventar de mai sus)  | Studioul Cinematografic BUCUREȘTI S.A., Buftea | Cimec    |
|      | Scaun                               | Dimensiuni: 59x47x75 Material: lemn de stejar | | Studioul Cinematografic BUCUREȘTI S.A., Buftea | Cimec    |
|      | Bufet                               | Datare: Începutul secolului XX Școală: Atelier european - Franța sau Belgia Dimensiuni: 225x55x200 cm. Material: lemn de nuc                                                                   | Lemn sculptat, marchetat, aplicații din bronz. | Studioul Cinematografic BUCUREȘTI S.A., Buftea | Cimec    |
|      | Paravan decorativ                   | Datare: 1902 Dimensiuni: 31x61x3 bucăți Material: lemn de tei; cristal; sticlă; fotografii de epocă                                                                                            | Format din trei panouri. Paravanul a fost transferat din Palatul Regal la dispoziția nr. 707/5.01.1963 (informație extrasă din arhiva veche a Muzeului Național de Artă unde piesa figurează cu numărul de inventar 2585. | Studioul Cinematografic BUCUREȘTI S.A., Buftea | Cimec    |
|      | Corabie                             | Datare: Începutul secolului XX Dimensiuni: 75x150x75; 130x25x110; 50x11x13; 38x6,5x31; 55x20x50; 63x16x84 Material: lemn; piele; textile                                                       | Machetele apar în fotografiile de epocă reprezentând încăperi ale palatului Cotroceni (salonul norvegian) și în inventarele palatului din anii 1930 și 1938 | Studioul Cinematografic BUCUREȘTI S.A., Buftea | Cimec    |
|      | Canapea                             | Datare: Sfârșitul secolului XIX Dimensiuni: 150x47x75 Material: lemn de stejar | | Studioul Cinematografic BUCUREȘTI S.A., Buftea | Cimec    |
|      | Consolă                             | Datare: Începutul secolului XX Școală: Atelier european (Viena?) Dimensiuni: 78x33x227 | | Studioul Cinematografic BUCUREȘTI S.A., Buftea | Cimec    |
|      | Banchetă cu nișă semicirculară      | Datare: Începutul secolului XX | | Studioul Cinematografic BUCUREȘTI S.A., Buftea | Cimec    |